# Jef Last

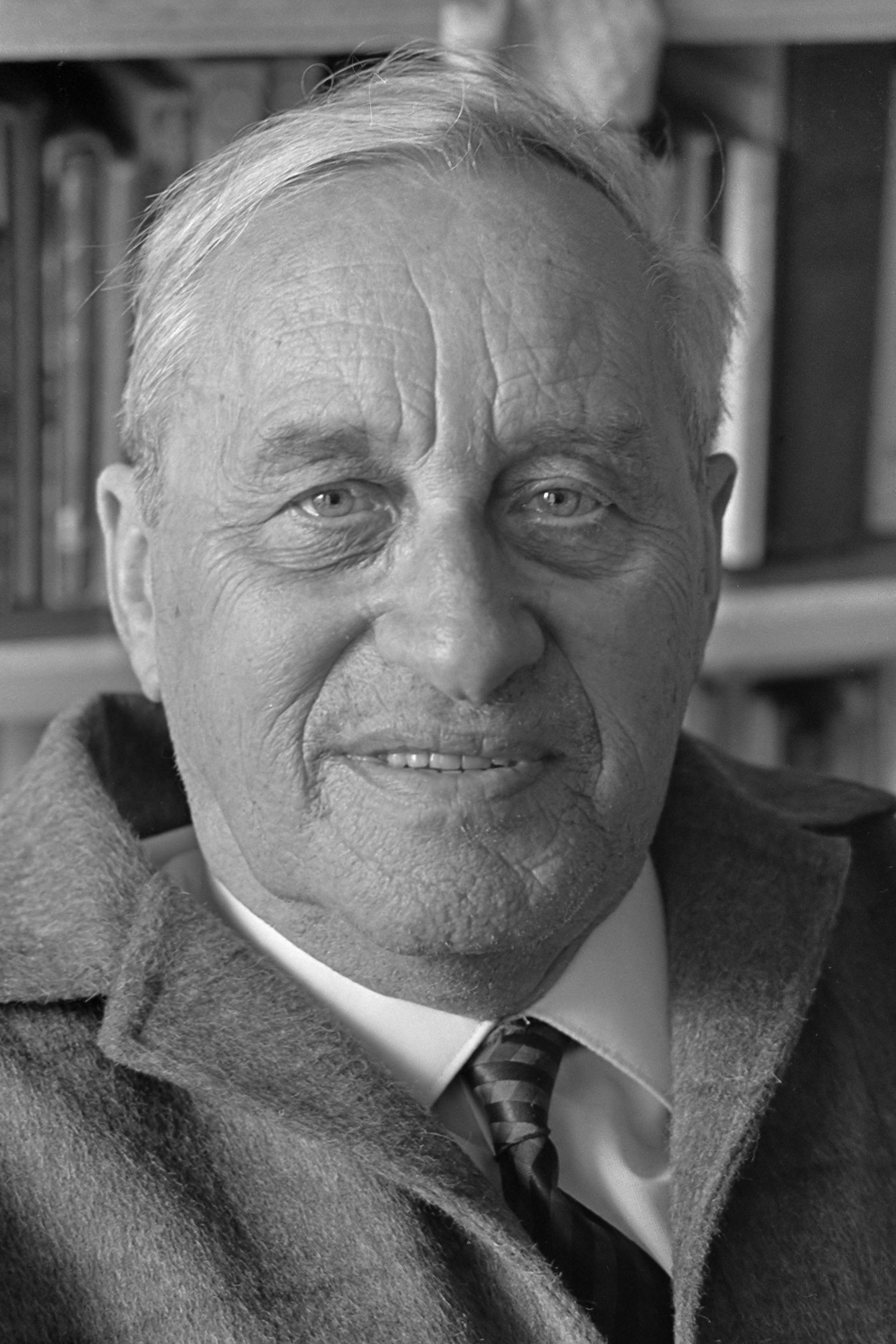
Jef Last (1968)

Josephus Carel Franciscus (Jef) Last (* 2. Mai 1898 in Den Haag; † 15. Februar 1972 in Laren, Provinz Noord-Holland) war ein niederländischer Dichter und Schriftsteller.
Jef Last stammte aus einer katholischen Familie; er trat früh der Sociaal-Democratische Arbeiderspartij bei, wechselte dann zur Revolutionair-Socialistische Arbeiderspartij über. Mit seinem revolutionären Freund André Gide bereiste er 1936 die Sowjetunion; sie kehrten aber relativ desillusioniert zurück. Über seine Freundschaft mit Gide schrieb Last das Werk Mijn vriend André Gide.
Als der Spanische Bürgerkrieg im Sommer 1936 ausbrach, eilte Jef Last, gemeinsam mit seinem Freund Harry Domela, sogleich der Spanischen Republik zur Hilfe. Als Mitglied der Internationalen Brigaden nahm er an dem Bürgerkrieg teil, wodurch er seine niederländische Staatsbürgerschaft verlor (die er später aber wieder zurückerhielt).
Von 1950 bis 1953 lebte er in Indonesien, wo er als Mittelschullehrer arbeitete und mit Sukarno und Mohammad Hatta befreundet war.
1966 wurde Last mit dem Joost-van-den-Vondel-Preis ausgezeichnet.